# Garcia IV van Kongo
Garcia IV, ook bekend als Garcia IV Nkanga (overleden in 1752), was Mwene Kongo van het Koninkrijk Kongo van 1743 tot 1752. Zijn regeerperiode vond plaats tijdens het tijdperk van de "roterende afstammingslijnen", een systeem dat naar verluidt was ontworpen door Pedro IV van Kongo. Voordat hij de troon besteeg, had Garcia IV de titel van Markies van Matari gedragen.

## Levensloop
Garcia Nkanga a Mvemba was een telg van het Kinlaza-geslacht, specifiek van de factie gevestigd in Bula. Na de Kongolese burgeroorlog behoorde hij tot de adellijken van deze kanda die zich achter de nieuwe koning Pedro IV van Kongo schaarden. Hoewel Johannes II van Kongo de legitimiteit van Pedro IV nooit erkende, werd Garcia , die de titel Markies van Matari droeg, aangewezen als opvolger van Manuel II uit het Huis Kimpanzu na diens dood op 21 april 1743.
In overeenstemming met het door Pedro IV gesloten akkoord tussen de verschillende facties, werd hij op 27 juli 1743 gekroond tot koning van Kongo onder de naam Garcia IV. De kroning werd voltrokken door de apostolisch vicaris Pantaleão das Neves Fronteira. Na zijn dood in 1752 ging de troon over naar Nicolau I uit het Huis Kimpanzu.